# ケケタリク
ケケタリク（グリーンランド語: Kommune Qeqertalik）は、グリーンランドの基礎自治体のひとつ。中心地はアシアート。南にケカッタ自治体、東にセルメルソーク自治体、北をアヴァンナータ自治体と接する。面積は62,400km2、人口はグリーンランドの自治体では最も少ない6,058人（2024年推定）。
2018年1月1日、行政区画の改編で旧カースートスップ自治体の南部を継承する形で設置された。

## 主な町と集落
ケケタリクには4つの町とその他の集落があり、また町を中心とした地区に分けられる。
アシアート地区（アシアート群島）
- アシアート（Aasiaat）
- アクナーク（英語版）（Akunnaaq）
- Kitsissuarsuit

カンガートシャク地区
- カンガートシャク（Kangaatsiaq）
- アッツ（Attu）
- Iginniarfik
- Ikerasaarsuk
- ニアコルナールスク（Niaqornaarsuk）

カシギアングイト地区
- カシギアングイト（Qasigiannguit）
- Ikamiut

ケケタシュアク地区（ディスコ島）
- ケケルタルスアク（英語版）（Qeqertarsuaq）
- Kangerluk

## その他

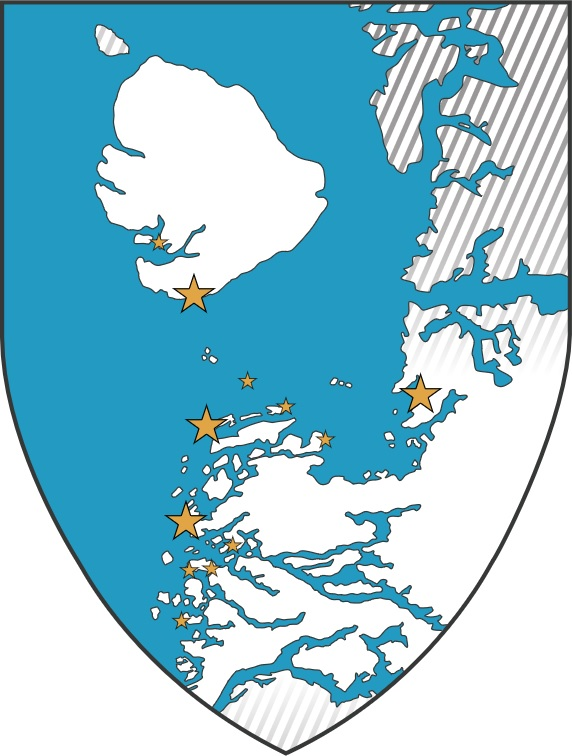
自治体章

- ケケタリクの自治体章は自治体西部の沿岸部の地図となっている。また章の大きな星は4つ町（ケケタシュアク、カシギアングイト、アシアート、カンガートシャク）を、小さな星は8つの集落（Kangerluk、Kitsissuarsuit、アクナーク、Ikamiut、ニアコルナールスク、Ikerasaarsuk、Iginniarfik、アッツ）を表している。
- ケケタリクではグリーンランド語のカラーリット方言が話されている。